# Bisdom Matehuala
Het bisdom Matehuala (Latijn: Dioecesis Matehualensis) is een rooms-katholiek bisdom met als zetel Matehuala, in Mexico. Het bisdom is suffragaan aan het aartsbisdom San Luis Potosí. 

## Geschiedenis
Het bisdom werd opgericht op 28 mei 1997, uit delen van het bisdom Ciudad Valles en het aartsbisdom San Luis Potosí. 

## Parochies
Het bisdom had in 2021 een oppervlakte van 26.912 km2 en telde 288.240 inwoners waarvan 85,6% rooms-katholiek was.

## Bisschoppen
- Rodrigo Aguilar Martínez (28 mei 1997 - 28 januari 2006)
- Lucas Martínez Lara (5 oktober 2006 - 9 april 2016)
- Margarito Salazar Cárdenas (3 maart 2018 - heden)

San Luis Potosí (aartsbisdom) · Ciudad Valles · Matehuala · Zacatecas